# Jurij Kondratjew

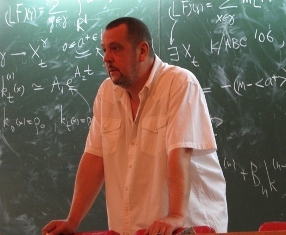
Jurij Kondratjew, 2007

Jurij Hryhorowytsch Kondratjew (ukrainisch Юрій Григорович Кондратьєв; * 23. Oktober 1953 in Kiew, Sowjetunion; † 5. September 2023 ebenda) war ein ukrainischer Mathematiker und Professor für Mathematik an der Universität Bielefeld.
Er beschäftigte sich u. a. mit Funktionalanalysis, mathematischer Physik und stochastischer Analysis. Die Kondratjew-Räume, die Räume der stochastischen Distributionen in der White-Noise-Analysis und in der Theorie der stochastischen partiellen Differentialgleichungen sind nach ihm benannt.
Kondratjew publizierte u. a. mit Anatolij Skorochod.

## Biografie
Kondratjew studierte an der Taras-Schewtschenko-Universität in Kiew. Er promovierte 1979 bei Jurij Beresanskyj zum Thema verallgemeinerte Funktionen in Problemen in der unendlich-dimensionalen Analysis.
Ab 1978 hatte er eine Assistenzprofessur an der Universität Kiew, ab 1987 eine ordentliche Professur, die er bis 1991 innehatte. Von 1986 bis 2000 hatte er zusätzlich eine Professur an der Nationalen Akademie der Wissenschaften der Ukraine. Forschungsaufenthalte führten Kondratjew 1991–1997 an die Universität Bielefeld und 1997–2000 an die Universität Bonn. Im Jahr 2000 wurde er Professor an der Universität Bielefeld, unterbrochen von einem Aufenthalt an der University of Reading 2007/2008.

## Auszeichnungen
- 2022 Mark-Grigorjewitsch-Krein-Preis

## Publikationen (Auswahl)
- Mit Anatoli Skorochod: On contact processes in continuum, IDAQP, 9, Seiten 187–198 (2006).
- Mit L. Streit und W. Westerkamp: A note on positive distributions in Gaussian analysis in Ukrainian Math. J., Band 47:5, Seiten 649–659 (1995a).
- Mit Yu. Samoilenko: Spaces of test and generalized functions of infinite number of variables in Rep.Math.Phys. 14, No 3, Seiten 325–350 (1978)